# Auftrieb (Ozeanographie)

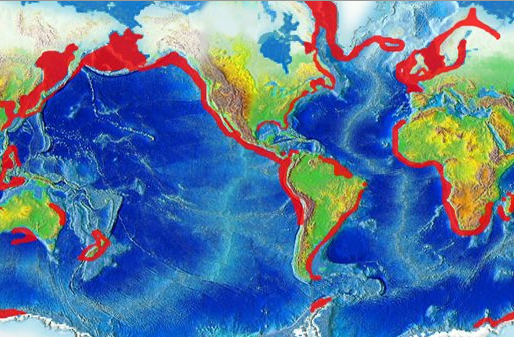
Verteilung der Auftriebsgebiete in den Ozeanen (rot)

Auftrieb (auch englisch Upwelling) bezeichnet das Aufsteigen von Wasser in Ozeanen, Nebenmeeren und Seen aus tiefer liegenden Schichten bis in die oberflächennahe, lichtdurchflutete Schicht. Das Wasser in den tiefer liegenden Schichten ist meistens kälter und nährstoffreicher als das Wasser in der Oberflächenschicht. Auftrieb führt daher im Allgemeinen zu einer Abkühlung und Nährstoffanreicherung des Oberflächenwassers.

Auftrieb von Tiefenwasser an einer Küstenlinie der Nordhalbkugel

Die mit dem Auftrieb verbundenen Vertikalgeschwindigkeiten liegen in der Größenordnung von 10 m/Tag. Sie sind somit kleiner als die Messfehler gegenwärtig verfügbarer Strömungsmesser. Die Aufstiegsbewegungen dauern länger als eine Periode der Trägheitsschwingung an.

## Ursachen
Ursache für den Auftrieb des ozeanischen Tiefenwassers ist in den meisten Fällen die Divergenz des windgetriebenen Ekman-Transports in der turbulenten Deckschicht der Meeresoberfläche. Divergenter Ekman-Transport wird in der Deckschicht des offenen Ozeans angeregt, wenn das Feld der Windschubspannung an der Meeresoberfläche dividiert durch den Coriolisparameter eine positive Rotation aufweist. Darüber hinaus erzeugt ein über dem Äquator wehender, räumlich konstanter Ostwind äquatorialen Auftrieb. An den Küsten der Meere wird Auftrieb angeregt, wenn auf der Nord- (Süd)halbkugel ein räumlich konstanter Wind parallel zur Küste weht, so dass in Richtung des Windvektors schauend, die Küste auf der linken (rechten) Seite liegt.

## Auswirkungen des Auftriebs

### Abiotische Effekte

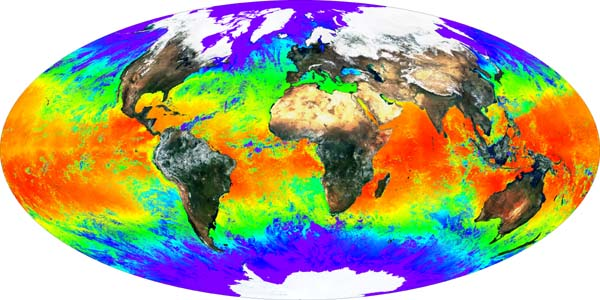
Oberflächentemperatur der Erde von Mitte März bis Anfang April 2000

Wenn die Deckschicht wärmer als die tieferen Schichten eines Meeres ist, führt Auftrieb zu einer regionalen Abkühlung der Meeresoberflächentemperatur. Dies ist gewöhnlich äquatorwärts der ozeanischen Polarfront der Fall. Die darüber liegende Atmosphäre wird dadurch in unterschiedlicher Weise beeinflusst. Die atmosphärische Grenzschicht über einem kälteren Oberflächenwasser wird stabilisiert und damit die Turbulenz in der Grenzschicht reduziert. Dies hat zur Folge, dass der Impuls des Gradientwindes in den höheren Luftschichten nicht so stark auf die maritime Grenzschicht übertragen werden kann und somit die Windgeschwindigkeit über kaltem Wasser geringer ist als über warmen Oberflächenwasser. Der Einfluss der Oberflächentemperatur auf die Windgeschwindigkeit an der Meeresoberfläche bewirkt, dass durch einen Temperaturgradienten quer zur Windrichtung die Rotation des Windvektors verstärkt wird, durch einen Temperaturgradienten parallel zur Windrichtung dagegen die Divergenz des Windfeldes.
Die kühle Oberflächentemperatur in Auftriebsgebieten setzt den Taupunkt der darüber befindlichen Luftschichten herab, so dass sich über dem Auftriebsgebiet häufiger Nebel bildet. Der sich tagsüber bildende Seewind advehiert den Nebel vom Küstenauftriebsgebiet bis zu einigen 10 km in das Landesinnere, wo er insbesondere in Wüsten zur Wasserversorgung der Pflanzen- und Tierwelt beiträgt.

### Biotische Effekte
Einen wichtigen Effekt auf den Ozean und dessen Lebenswelt haben die Nährstoffe des Tiefenwassers. Es handelt sich dabei einerseits um Nährsalze wie Nitrate und Phosphate, die bei der Zersetzung des aus der Deckschicht absinkenden organischen Materials, Detritus oder auch Meeresschnee genannt, wieder im Wasser der tieferen Schichten in Lösung gehen. Andererseits ist das Auftriebswasser auch reich an anorganischem Kohlenstoff. Die mit dem Auftrieb in die euphotische Zone aufquellenden Nährstoffe bewirken dort eine starke Vermehrung des Phytoplanktons, wobei dieses nicht selten die Ausmaße einer Algenblüte annimmt, die selbst aus dem Weltraum zu erkennen ist. Diese hohe Primärproduktion ist die Basis für die ozeanische Nahrungskette. Daher ist auch die Populationsdichte höherer Arten des marinen Ökosystems in permanenten Auftriebsgebieten vergleichsweise groß. Diese Auftriebsgebiete mit außerordentlich hoher Rate der Biomasseproduktion haben eine große wirtschaftliche Bedeutung insbesondere, da sie sich oft vor der Küste wenig produktiver Regionen befinden.

### Kälteschock
Ein durch Auftrieb bei Tieren verursachter Kälteschock kann tödlich sein. Bei einem massiven Kälteschock im März 2021 verendeten mindestens 260 Meeresorganismen, darunter Bullenhaie und Mantarochen.

## Auftreten von Auftrieb

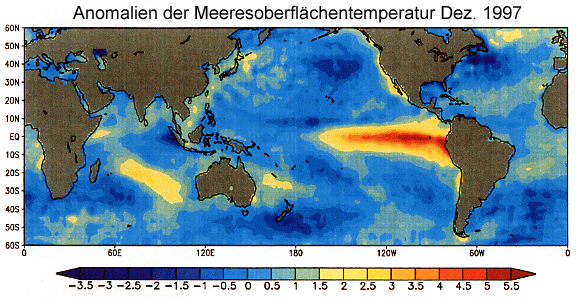
Anomalie der Meeresoberflächentemperatur (°C), beobachtet im Dezember 1997 während des letzten starken El Niños
(Quelle: NCEP, NOAA)

Bedingt durch die Eigenschaften der planetarischen Zirkulation gibt es nur bestimmte Gebiete auf der Erde, in denen permanenter oder saisonaler Auftrieb angeregt werden kann. Im offenen Ozean wird lang anhaltender Auftrieb vor allem in den subpolaren Gebieten, in denen sich die Kerne der Tiefdruckgebiete bewegen, und entlang des äquatorialen Ozeans, über dem der Südostpassat weht, beobachtet (Sverdrup & Fleming 1942, Tomczak & Godfrey 1994).

Küstenauftriebsgebiete befinden sich bevorzugt an den Westküsten der Kontinente im Einflussbereich der Passatwinde (Sverdrup & Fleming 1942, Tomczak & Godfrey 1994). Die bedeutendsten Auftriebsgebiete findet man an den Westküsten Südamerikas (Peru, Chile) und Nordamerikas (Kalifornien, Oregon) sowie den Westküsten Nordafrikas (Marokko, Mauretanien und Senegal) und des Südlichen Afrika (Namibia, Südafrika).
All diese Gebiete stellen reiche Fischgründe dar, die ein wesentlicher Wirtschaftsfaktor der angrenzenden Länder sind. Darüber hinaus verstärken die permanenten Küstenauftriebsgebiete in den Passatgebieten das Wüstenklima der angrenzenden Landflächen durch die Wechselwirkung des kalten Oberflächenwassers an der Küste mit der Atmosphäre.
In zwischenjährlichen Zeiträumen verändern sich die sonst sehr stabilen Auftriebserscheinungen in den Passatgebieten durch Fernwirkung aus den westlichen Teilen des äquatorialen Pazifiks und des Atlantiks. Eine zeitweise Abschwächung des Passats im westlichen äquatorialen Ozean löst die Ausbreitung einer äquatorialen Kelvinwelle entlang des Äquators aus, die den ganzen Ozean überquert und sich schließlich als Küsten-Kelvinwelle polwärts an den Ostküsten der Ozeane ausbreitet. Die Kelvinwelle führt das warme Oberflächenwasser aus dem westlichen äquatorialen Ozean mit sich und senkt die thermische Sprungschicht entlang ihres Ausbreitungsweges ab. Dieser Prozess unterbindet den Auftrieb nährstoffreichen, kalten Wassers in die Oberflächenschicht. Es kommt dann zum Zusammenbruch der Fischpopulation und die Erhöhung der Oberflächentemperatur verändert die Wechselwirkung mit der Atmosphäre derart, dass es in den sonst ariden Küstengebieten zu starken Niederschlägen kommt. Diese Erscheinung wird im Pazifik El Niño genannt und tritt im Mittel alle 5 Jahre auf. Im Atlantik wird sie Benguela Niño genannt und tritt hier jedoch nur im Abstand von ungefähr 10 Jahren auf.
Der Südwestmonsun verursacht Auftrieb während des Nordsommers im arabischen Meer, an der Küste Somalias, der Südküste der Arabischen Halbinsel (Tomczak & Godfrey 1994), sowie an der Küste Vietnams.
Kurzzeitiger Auftrieb kann sich an allen Küsten bilden, wenn der Wind parallel zur Küste weht, so dass die Küste auf der Nord-(Süd)halbkugel links(rechts) in Richtung des Windvektors schauend liegt und er länger als eine Trägheitsperiode andauert.